# Jorge Humberto Rodríguez
Jorge Humberto Rodríguez   (San Alejo, 20 de maig de 1971) és un exfutbolista salvadorenc de la dècada de 1990.
Fou 71 cops internacional amb la selecció del Salvador.
Pel que fa a clubs, destacà a Isidro Metapán, FAS, Dallas Burn i Águila.
Un cop retirat fou entrenador.